# Möbiusov trak
Möbiusov trák [mébijusov] (oziroma Möbiusova ploskev) je v topologiji (prva odkrita) enostranska in neorientabilna ploskev z robom. Imenuje se po nemškem matematiku in astronomu Augustu Ferdinandu Möbiusu, ki je bil s tem odkritjem eden od utemeljiteljev sodobne topologije. Neodvisno od njega je to ploskev istega leta 1858 proučeval tudi nemški matematik Johann Benedict Listing.

## Značilnosti
Möbiusov trak je zgled za neorientabilno ploskev. V vsaki točki se lahko postavi dve normali, ne da pa se na traku ločiti dveh normiranih normalnih polj. Če se stopi nanj v kaki ekvatorialni točki, se zravna po eni od normalnih smeri, recimo navzgor in se napoti po njegovem ravniku, se vrne v začetno točko, toda obrnjeno navzdol. Polje se zvezno spreminja vzdolž poti in po obhodu, ob povratku v začetno točko, zavzame v njej nasprotno vrednost. Zvezno polje, v vsaki točki natanko določeno, tega ne more storiti. Na Möbiusovem traku ni polja, ki bi govorilo o usmerjenosti. Lepo sliko Möbiusovega traku se dobi, če se ga riše v parametričnih koordinatah:
{\displaystyle x(u,v)=\left(1+{\frac {v}{2}}\cos {\frac {u}{2}}\right)\cos u\!\,,}
{\displaystyle y(u,v)=\left(1+{\frac {v}{2}}\cos {\frac {u}{2}}\right)\sin u,\qquad (0\leq u<2\pi )\!\,,}
{\displaystyle z(u,v)={\frac {v}{2}}\sin {\frac {u}{2}},\qquad (-1\leq v\leq 1)\!\,.}
S tem se dobi Möbiusov trak širine 1, katerega središčni krog ima polmer 1, leži na ravnini x-y in ima središče v (0, 0, 0). Parameter u teče okrog traku, v pa od enega robu do drugega.
V cilindričnih polarnih koordinatah {\displaystyle (r,\theta ,z)\!\,} se lahko Möbiusov trak zapiše z enačbo:
{\displaystyle \log r\sin {\frac {\theta }{2}}=z\cos {\frac {\theta }{2}}\!\,.}